# アシュトン・ゲート・スタジアム
アシュトン・ゲート・スタジアム (Ashton Gate Stadium) は、イングランド、ブリストル、アシュトン・ゲートにあるスタジアム。ブリストル・シティFCとブリストル・ベアーズのホームスタジアムとなっている。場所は、市内から南西に行った所で近くにはエイヴォン川が流れている。収容人数は全面座席の27,000人。

## 概要
1904年、Bedminster F.C.とBristol South Endが合併して出来たブリストル・シティFCのホームスタジアムとなる。
スタジアムから市内を通り北に行くと地元ライバルであるブリストル・ローヴァーズFCのメモリアル・スタジアムへ行ける。